# Parempheriella
Parempheriella är ett släkte av tvåvingar. Parempheriella ingår i familjen svampmyggor.

## Dottertaxa tillParempheriella, i alfabetisk ordning[1]
- Parempheriella affinis
- Parempheriella alternans
- Parempheriella annulata
- Parempheriella aperta
- Parempheriella apicistyla
- Parempheriella australis
- Parempheriella bivittata
- Parempheriella brevifurca
- Parempheriella brunnea
- Parempheriella caudata
- Parempheriella cincta
- Parempheriella cryptopyga
- Parempheriella ctenophora
- Parempheriella distincta
- Parempheriella essili
- Parempheriella filicauda
- Parempheriella flava
- Parempheriella flavonigra
- Parempheriella hirsuta
- Parempheriella indecisa
- Parempheriella isoseta
- Parempheriella kotaloukou
- Parempheriella kotazo
- Parempheriella lobayensis
- Parempheriella lucida
- Parempheriella luciditerga
- Parempheriella ngoi
- Parempheriella ngoungou
- Parempheriella nkuemvonensis
- Parempheriella pilicauda
- Parempheriella pilistylata
- Parempheriella quadriseta
- Parempheriella rufa
- Parempheriella rufifrons
- Parempheriella rufiventris
- Parempheriella septentrionalis
- Parempheriella setosa
- Parempheriella tetrachaeta
- Parempheriella toka